# Estela de Anquefenconsu

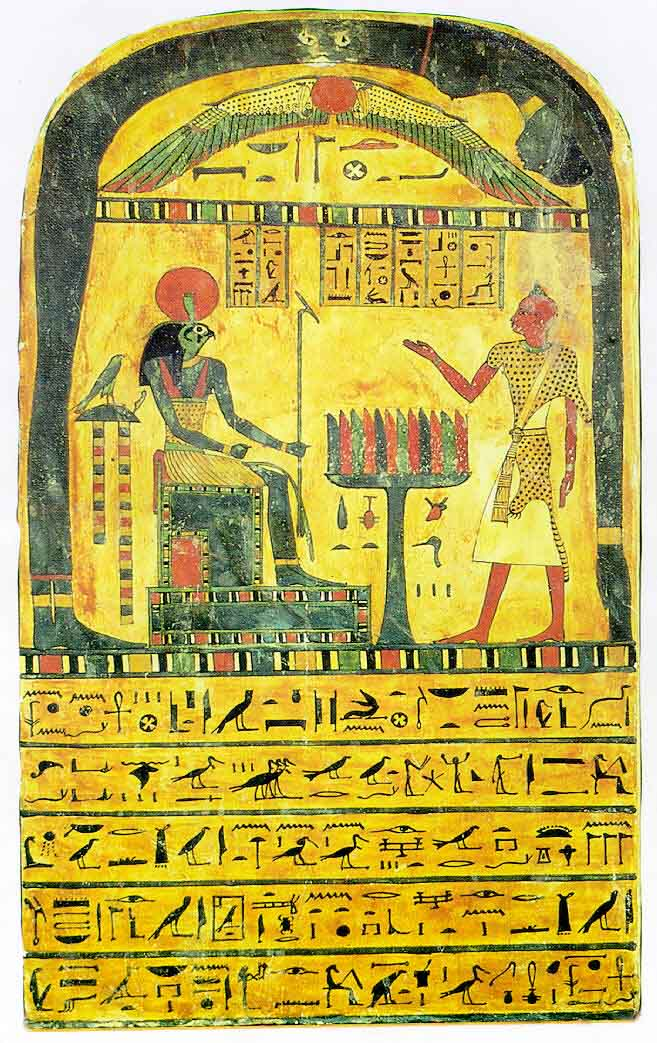
Imagem de escultura

A Estela de Anquefenconsu (Ankhefenkhonsu) foi descoberta em 1858 durante escavações arqueológicas no templo mortuário de sacerdotes de Montu em Deir Elbari, por François Ferdinand Auguste Mariette. Foi dedicada ao sacerdote Anquefenconsu. Foi descoberta perto de um conjunto de dois sarcófagos e estima-se que foi confeccionada entre 680 e 670 a.C., no período final da XXV dinastia egípcia ou no início da XXVI dinastia egípcia, sendo um exemplo típico do fim do Terceiro Período Intermediário de Tebas.